# 帕貝島 (巴拉群島)
帕貝島是蘇格蘭的島嶼，位於大西洋海域，屬於外赫布里底群島的一部分，面積2.5平方公里，最高點海拔高度98米，該島有鐵器時代的村落遺址，島上無人居住。

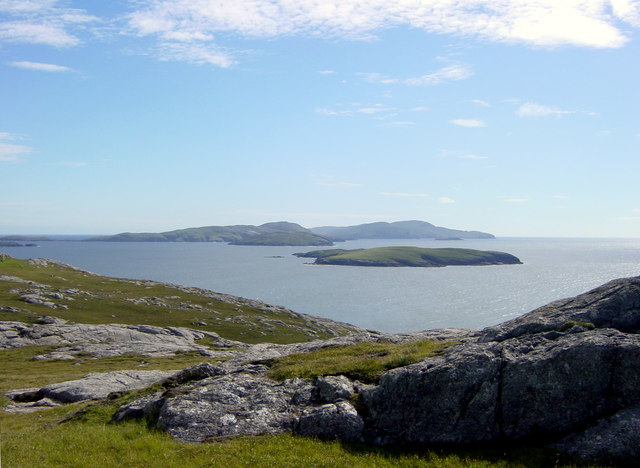

56°51′32″N 7°34′21″W / 56.85880°N 7.57260°W